# Liste der Biografien/Marto
Liste der Biografien |
Portal Biografien |
Personensuche
# |
A |
B |
C |
D |
E |
F |
G |
H |
I |
J |
K |
L |
M |
N |
O |
P |
Q |
R |
S |
T |
U |
V |
W |
X |
Y |
Z |
?
 
Ma |
Mb |
Mc |
Md |
Me |
Mf |
Mg |
Mh |
Mi |
Mj |
Mk |
Ml |
Mm |
Mn |
Mo |
Mp |
Mq |
Mr |
Ms |
Mt |
Mu |
Mv |
Mw |
Mx |
My |
Mz
 
Maa |
Mab |
Mac |
Mad |
Mae |
Maf |
Mag |
Mah |
Mai |
Maj |
Mak |
Mal |
Mam |
Man |
Mao |
Map |
Maq |
Mar |
Mas |
Mat |
Mau |
Mav |
Maw |
Max |
May |
Maz
 
Mara |
Marb |
Marc |
Mard |
Mare |
Marf |
Marg |
Marh |
Mari |
Marj |
Mark |
Marl |
Marm |
Marn |
Maro |
Marp |
Marq |
Marr |
Mars |
Mart |
Maru |
Marv |
Marw |
Marx |
Mary |
Marz
 
Marta |
Marte |
Marth |
Marti |
Martj |
Martl |
Martm |
Martn |
Marto |
Martr |
Marts |
Martt |
Martu |
Martw |
Marty |
Martz
Die Liste der Biografien führt alle Personen auf, die in der deutschsprachigen Wikipedia einen Artikel haben. Dieses ist eine Teilliste mit 60 Einträgen von Personen, deren Namen mit den Buchstaben „Marto“ beginnt.

## Marto
- Marto, António (* 1947), portugiesischer römisch-katholischer Geistlicher und Bischof von Leiria-Fátima
- Marto, Francisco (1908–1919), portugiesischer Zeuge einer Marienerscheinung, Heiliger
- Marto, Jacinta (1910–1920), portugiesische Heilige, Zeugin einer MarienerscheinungJacinta Marto (1910–1920)

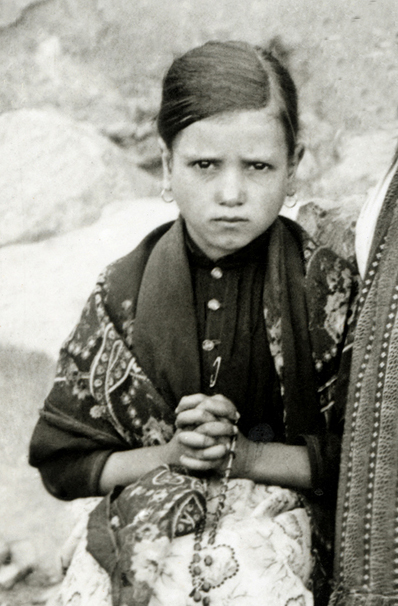
Jacinta Marto (1910–1920)

### Martog
- Martoglio, Nino (1870–1921), italienischer Schriftsteller, Verleger, Regisseur und Produzent

### Marton
- Marton, Andrew (1904–1992), ungarisch-amerikanischer Regisseur, Produzent und Redakteur
- Márton, Anita (* 1989), ungarische Kugelstoßerin
- Márton, Áron (1896–1980), rumänischer Geistlicher, Bischof von Alba Iulia
- Marton, Carmen (* 1986), australische Taekwondoin
- Marton, Cristina (* 1974), rumänische Pianistin
- Marton, Edvin (* 1974), ungarischer Komponist und Violinist
- Márton, Endre (1910–2005), ungarisch-amerikanischer Journalist
- Marton, Éva (* 1943), ungarische Opernsängerin (zunächst lyrischer Sopran, später zunehmend dramatischer Sopran)
- Marton, George (1899–1979), ungarisch-amerikanischer Schriftsteller, Verleger, Filmagent und Filmproduzent
- Márton, Gréta (* 1999), ungarische Handballspielerin
- Marton, Jarmila (1908–1971), US-amerikanische Filmschauspielerin
- Marton, Jenö (1905–1958), Schweizer Schriftsteller
- Marton, Jimmy (* 1995), deutscher Fußballspieler
- Marton, Katalin (1941–2019), ungarische Mathematikerin
- Marton, Kati (* 1947), ungarisch-US-amerikanische Autorin und Journalistin
- Marton, László (1925–2008), ungarischer Bildhauer
- Marton, László (1943–2019), ungarischer Regisseur
- Márton, László (* 1959), ungarischer Schriftsteller und literarischer Übersetzer
- Marton, Lexi (* 1990), kanadische Fußballspielerin
- Marton, Lisette (* 1869), französische Radsportlerin
- Marton, Peter (* 1983), österreichischer SchauspielerPeter Marton (* 1983)

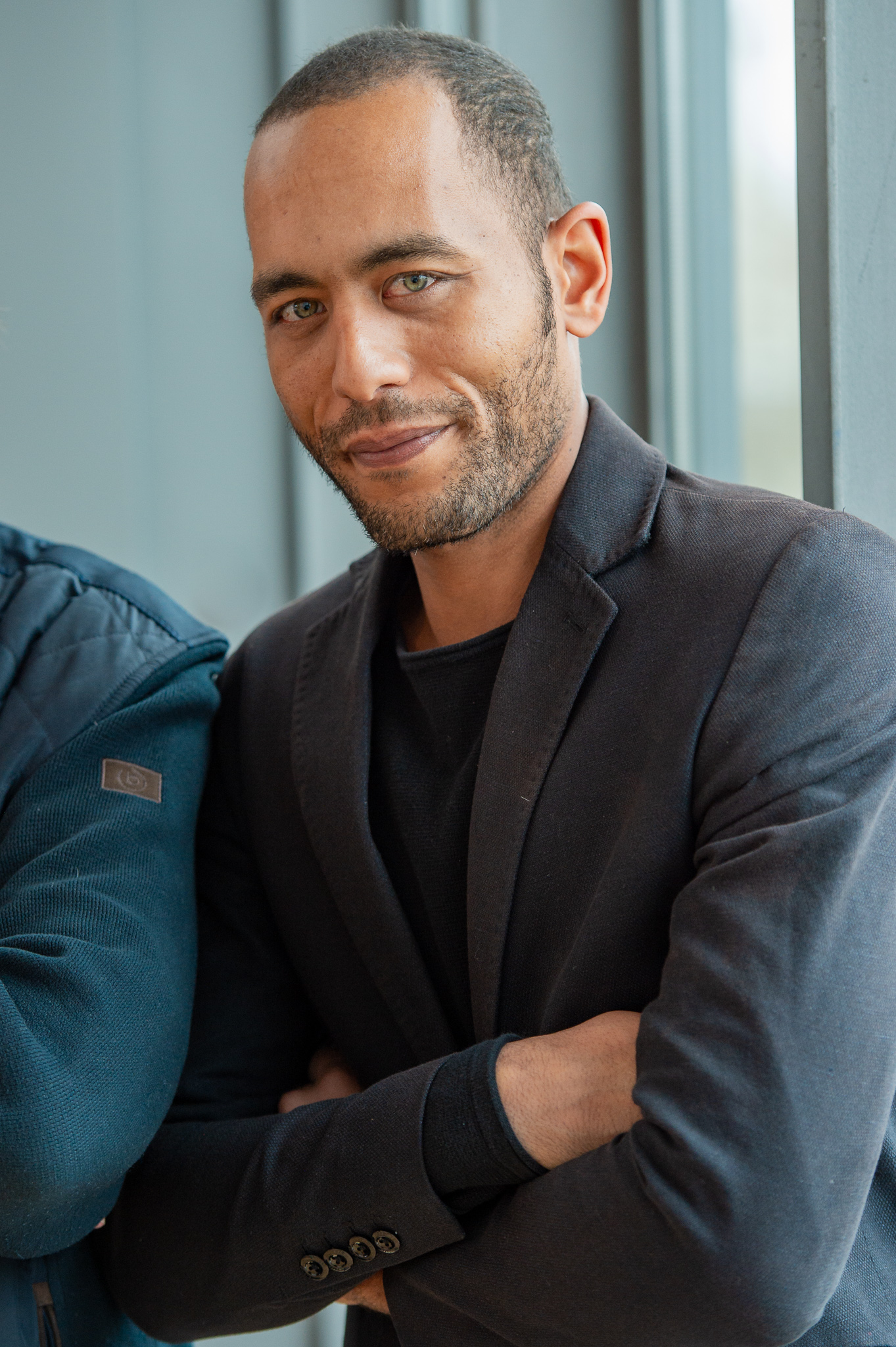
Peter Marton (* 1983)

- Marton, Ruchama (* 1937), israelische Psychiaterin und Menschenrechtlerin
- Marton, Ruth (1912–1999), österreichisch-amerikanische Schriftstellerin
- Marton, Sandy (* 1959), kroatischer Musiker
- Marton, Tim (* 1978), deutscher Politiker (Volt Deutschland)
- Márton, Viviana (* 2006), ungarische Taekwondoin
- Marton, Zsolt (* 1966), ungarischer Geistlicher und römisch-katholischer Bischof von Vác
- Marton-Lefèvre, Julia (* 1946), ungarisch-US-amerikanische Generaldirektorin der Weltnaturschutzunion IUCN
- Martone, Mario (* 1959), italienischer Film- und Theaterregisseur sowie Drehbuchautor
- Martonne, Alfred de (1820–1896), französischer Mediävist, Romanist und Literat
- Martonne, Emmanuel de (1873–1955), französischer Geograph
- Martonne, Guillaume-François de (1791–1875), französischer Jurist, Bibliograph und Romanist
- Martonosi, Margaret (* 1964), US-amerikanische Informatikerin und Hochschullehrerin
- Martonyi, János (* 1944), ungarischer Politiker

### Martor
- Martorana, Gioacchino (1736–1779), italienischer Maler
- Martorana, Pietro (1705–1759), italienischer Maler
- Martorell i Miralles, Antoni (1913–2009), spanischer Komponist, Pädagoge und Franziskaner
- Martorell, Bernardí (1877–1937), spanischer Architekt des katalanischen Modernismus und des Historismus
- Martorell, Bernat († 1453), spanischer Maler
- Martorell, Joan (1833–1906), spanischer Architekt des katalanischen Modernismus und des Historismus
- Martorell, Joanot (1410–1465), valencianischer Ritter und Schriftsteller
- Martorell, Marcelo Raúl (1945–2024), argentinischer Geistlicher und römisch-katholischer Bischof von Puerto Iguazú
- Martorell, Miguel (1937–2021), spanischer Radsportler

### Martos
- Martos Gornés, Sergio (* 1994), spanischer Tennisspieler
- Martos, Borys (1879–1977), ukrainischer Politiker und Ökonom
- Martos, Flóra (1897–1938), ungarische Kommunistin
- Martos, György (* 1943), ungarischer Eisschnellläufer
- Martos, Iwan Petrowitsch (1754–1835), russischer Bildhauer
- Martos, Levente Balázs (* 1973), ungarischer römisch-katholischer Geistlicher, Neutestamentler und Weihbischof in Esztergom-Budapest
- Martos, Mihály (* 1945), ungarischer Eisschnellläufer
- Martos, Sebastián (* 1989), spanischer Hindernisläufer
- Martos, Walter (1957–2025), peruanischer Politiker

### Martot
- Martot, David (* 1981), französischer Fußballspieler

### Martow
- Martow, Julius (1873–1923), russischer Politiker und Sprecher der Menschewiki in der Sozialdemokratischen Arbeiterpartei Russlands (SDAPR)Julius Martow (1873–1923)

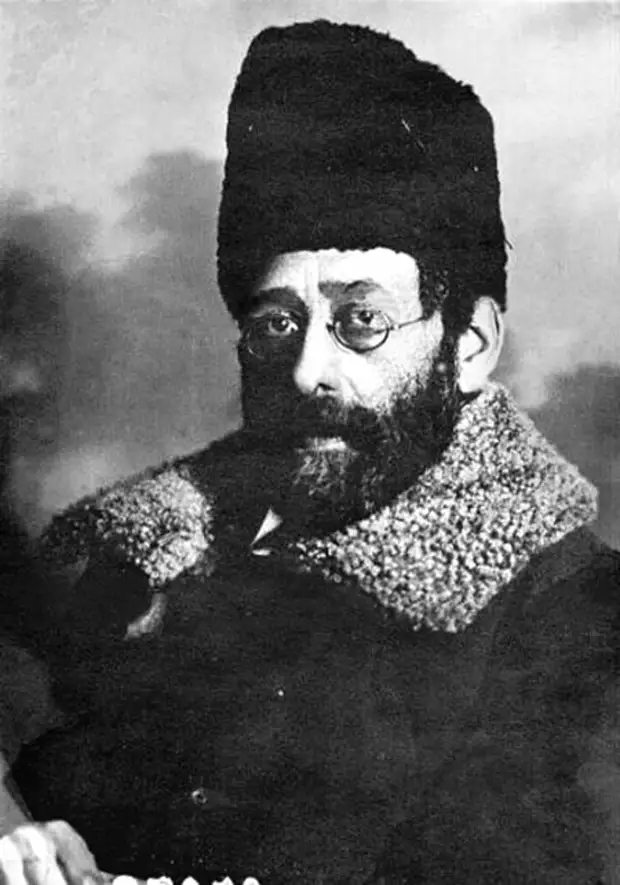
Julius Martow (1873–1923)

- Martowoi, Daniil Igorewitsch (* 2003), russischer Fußballspieler
- Martowytsch, Less (1871–1916), ukrainischer Schriftsteller und Redakteur mehrerer Zeitschriften